# Pajdocentryzm
Pajdocentryzm (gr. παιδι – dziecko, łac. centrum – środek) – kierunek pedagogiczny przyznający dziecku centralną pozycję w procesach edukacji i opierający ten pogląd na przekonaniu o względnej doskonałości jego zadatków wrodzonych. Dlatego pajdocentryzm traktuje wychowanie jako samą tylko opiekę nad samorzutnym rozwojem dziecka, do którego należy dopasować programy, metody i organizacje pracy dydaktyczno-wychowawczej. Jednocześnie pajdocentryzm nie docenia roli nauczyciela i społecznych uwarunkowań edukacji.